# Csukcs-félsziget
A Csukcs-félsziget (oroszul: Чукотский полуостров) Ázsia és Oroszország északkeleti peremén elterülő, Csukcsföldhöz tartozó félsziget. Itt található többek között az ázsiai kontinens (szárazföld) legkeletibb pontja (Gyezsnyov-fok) és közelében a legkeletibb állandó települése, Uelen falu.
A félszigetet őslakóiról, a csukcsokról nevezték el.
Északi része Csukcsföld Csukcs-járásához, déli része a Provigyenyijai járásához tartozik. 

## Földrajza
Északon a Jeges-tenger peremtengere, a Csukcs-tenger, délen a Csendes-óceánhoz tartozó Bering-tenger és annak Anadir-öble határolja, keleten a Bering-szoros választja el az észak-amerikai kontinenstől. Nyugaton a szárazföldi határ a Csukcs-tenger felé tartó Velmaj folyó völgye (Вэльмай, orosz névváltozatai: Кымынейвеем, Ванкарем). A nyugati határon túl magasodik az Iszkatyeny-hegység (1525 m). Más forrás szerint a szárazföldi határ nyugatabbra, az Alguema folyó völgye mentén húzódik.

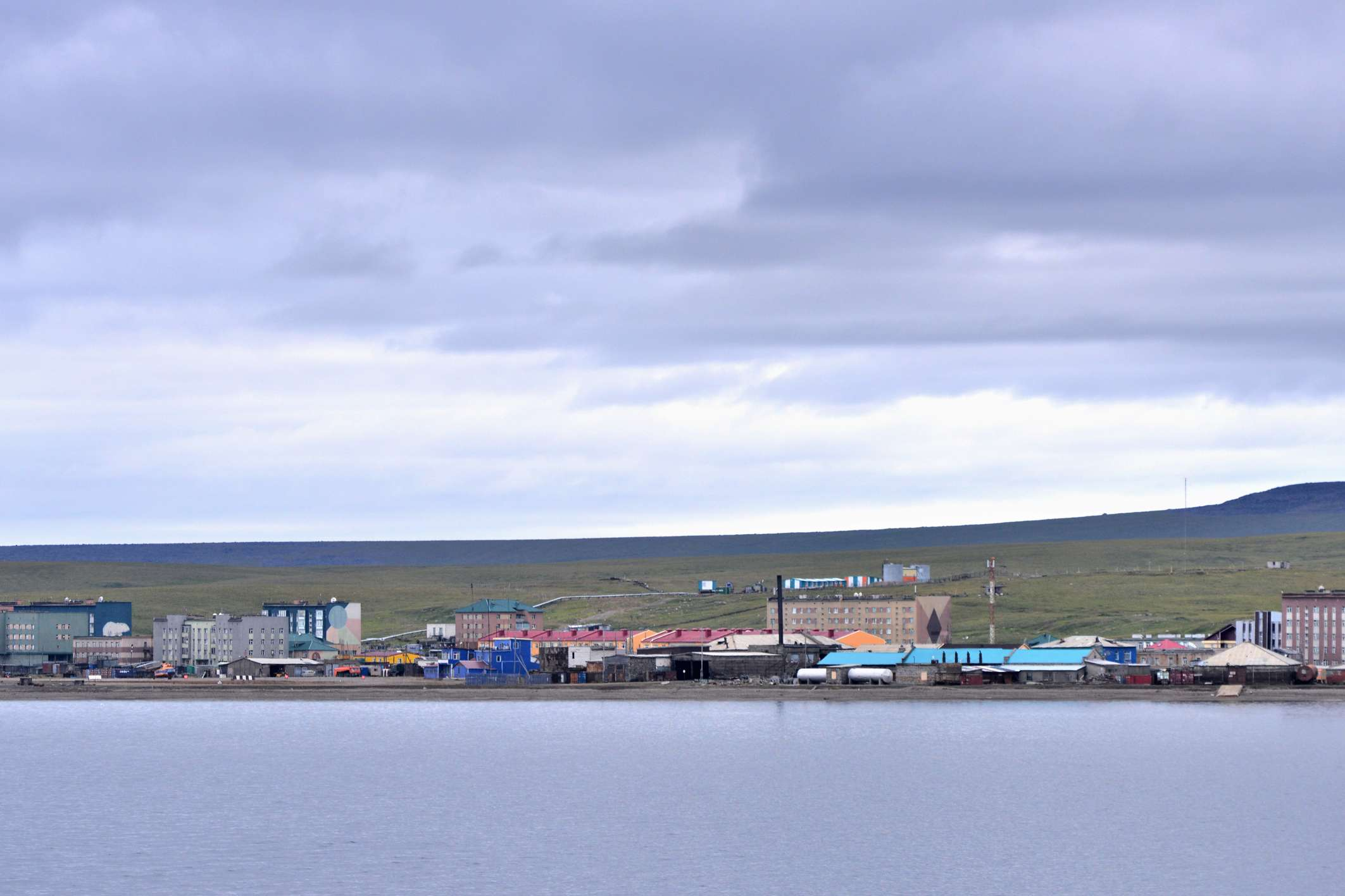
Lavrentyija (2014)

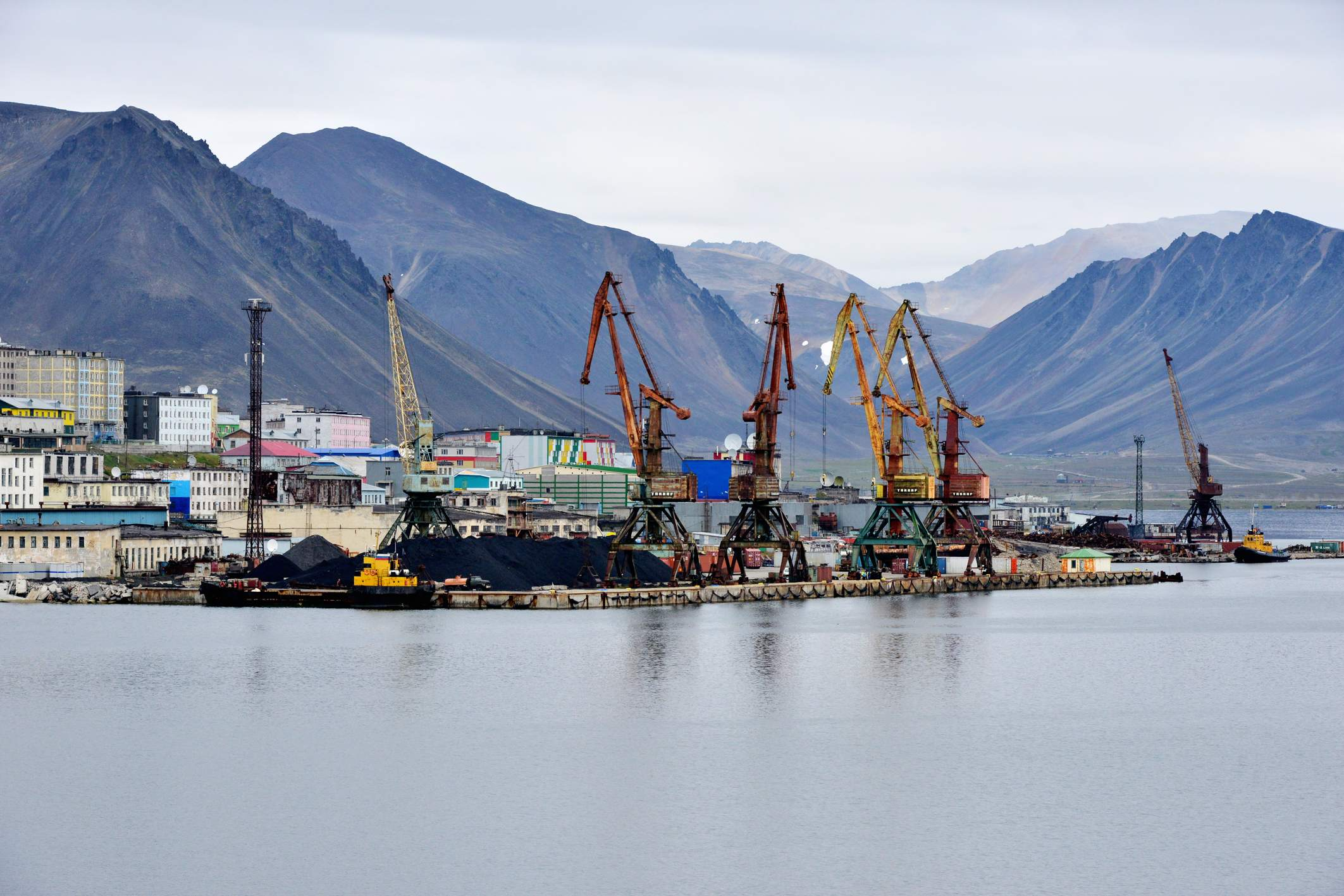
Provigyenyija kikötője (2014)

A tengerpart erősen tagolt. Mélyen benyúlnak a szárazföldbe a széles tengeröblök: északon a Koljucsin-öböl, délnyugaton az Anadir-öbölbe nyíló Kreszta-öböl, valamint a keskenyebb fjordok: keleten a Lavrentyija-öböl az azonos nevű járási székhellyel, délen a Provigyenyija-öböl az azonos nevű járási székhellyel és tengeri kikötővel.
A félszigetre átnyúlik a 450 km hosszan elterülő Csukcs-felföld (Чукотское нагорье) keleti része, melynek magassága a félszigeten 500–1000 m, hegyeit egymástól széles folyóvölgyek választják el. A Csukcs-félsziget kisebbik, legkeletibb részét 1975-ben Daurkin-félszigetnek nevezték el (полуостров Дауркина). Ennek központi részén északnyugat-délketi irányban 150 km hosszan húzódik a 700-900 m magas Genkanij-hegység (хребет Гэнканый), legmagassabb pontján 978 m. 2013-ban a Daurkin-félszigeten Beringija néven nemzeti parkot létesítettek. (1993-tól természeti-etnikai park volt). A 30 533 km² kiterjedésű nemzeti park öt különálló klaszterből áll, a Genkanij-hegység egy részére és némelyik tengeröbölre is kiterjed.
A Csukcs-félsziget éghajlata északon különösen zord, a déli partok mentén némileg enyhébb. Szinte mindenhol elterjedt az állandóan fagyott föld (permafroszt). A folyók a rövid nyáron bővízűek, télen 7-8 hónapra befagynak, sok helyen fenékig.
Nagyobb folyók:
- Vankarem (194 km), északon az azonos nevű lagunába ömlik
- Ionyiveem (185 km), északon a Koljucsin-öbölbe ömlik
- Igelhveem (130 km), délkeleten a Mecsigmeni-öbölbe ömlik
- Erguveem (214 km), délen az Anadir-öbölbe ömlik

Az északi part földsávja a sarkvidéki sivatag övezetébe tartozik. A tengerparttól távolabbi területeken, a hegyek alacsony lejtőin a hegyi és sarkvidéki tundra: a sokféle zuzmó, moha, vörös- és fekete áfonya, törpenyír és törpefűz növénytársulásai jellemzők, a folyók közén alacsony daur vörösfenyő is előfördul. A hegytetőket sarkvidéki sivatag uralja.